# Evansianthus georgiensis
Evansianthus es un género monotípico de musgos hepáticas perteneciente a la familia Geocalycaceae. Su única especie Evansianthus georgiensis, es originaria de Chile.

## Taxonomía
Evansianthus georgiensis fue descrita por (Gottsche) R.M.Schust. & J.J.Engel  y publicado en The Bryologist 78: 518. 1973.
Sinonimia
- Lophocolea georgiensis Gottsche[3]